# Hortensia Aragón Castillo
Hortensia Aragón Castillo (31 de mayo de 1960; Chihuahua, Chihuahua, México) es una maestra y política mexicana, exmiembro del Partido de la Revolución Democrática.

## Biografía
Aragón Castillo tiene una larga historia de activismo socialista y de enseñanza. Se unió al Partido Comunista Mexicano en 1976, cuando sirvió en el consejo estudiantil de la Escuela Normal Rural de Saucillo, Chihuahua. En 1980, se graduó en el Centro Regional de Educación Normal de Aguascalientes como profesora acreditada de la escuela primaria, A mediados de la década de los ochenta, se graduó en danza folclórica mexicana y en ciencias sociales en instituciones de Chihuahua, iniciando una enseñanza de 29 años Carrera social. Mientras tanto, se unió al Partido Socialista Unificado de México y su sucesor, el Partido Mexicano Socialista. Tras la fundación del Partido de la Revolución Democrática en 1989, se unió a ese partido.
Aragón se dedicó principalmente a estudiar durante los años 90, ya que casi completó un título en antropología de la Escuela Nacional de Antropología e Historia; Ella sirvió en el consejo de estudiante de la unidad de Chihuahua entre 1992 y 1995. Ella también obtendría una maestría en Desarrollo Educativo del Chihuahua Graduate Center.
En 1995, Aragón se convirtió en la presidenta del PRD en Chihuahua, cargo que desempeñó durante dos años, y fue consejera nacional del partido; También fundó organizaciones de mujeres dentro del PRD, sirviendo como delegada en Mujeres Socialistas Internacionales de 1998 a 2003 y su secretaría de mujeres de 1999 a 2000. Ella también participó en una comisión de 1996 que reformó la constitución de Chihuahua y la ley electoral estatal. Además, en 1996, Aragón ayudó a fundar el Foro Nuevo Sol, una facción política interna dentro del PRD.
Después de hacer una oferta fallida en 1997, el PRD envió a Aragón, representando al estado de Nuevo León en la segunda región, como diputada plurinominal a la Cámara de Diputados de México para la LVIII Legislatura entre 2000 y 2003. Fue secretaria en una comisión especial que siguió la investigación de femicidios en Ciudad Juárez y participó en una serie de otras comisiones, incluyendo Educación Pública y Servicios Educativos; Justicia y Derechos Humanos; Población, Fronteras y Asuntos Migratorios; Atención a Grupos Vulnerables; y, Ciencia y Tecnología. Ella también formó parte del Comité Ejecutivo de la Red de Mujeres Parlamentarias de las Américas, una rama de la Confederación Parlamentaria de las Américas, entre 2001 y 2002.
El resto de los años 2000 se ocupó diversos puestos en el PRD; Se desempeñó en la Junta Directiva del PRD en Chihuahua entre 2003 y 2005 y fue secretaria nacional de Relaciones Políticas y Alianzas de 2005 a 2008. En 2008, Aragón Castillo se convirtió en secretaria general del partido, su segundo cargo más alto, en cual ocupó por tres años.
De 2013 a 2015, Aragón Castillo fue diputada local en la LXIV Legislatura, siendo coordinadora del grupo parlamentario del PRD. Fue presidenta de la Comisión de Ciencia y Tecnología Comité Editorial, Comité de Información y Biblioteca, además de servir en otros. El 1 de septiembre de 2015 tomó protesta como diputada federal a la LXIII Legislatura.
El 12 de febrero de 2019 hizo pública su renuncia al PRD.